# Två kvinnor (1947)
Två kvinnor är en svensk film från 1947 i regi av Arnold Sjöstrand. I huvudrollerna ses Eva Dahlbeck och Cécile Ossbahr. Den är baserad på den franska filmen Kvinnofängelset från 1938.

## Handling
Cecilia har utsatts för ett mordförsök och hennes man kallas till sjukhuset. På sjukhuset hör han att hon yrar namnet på en gemensam vän. Han söker upp vännen som berättar livs historia, något som hon inte gjort för mannen.

## Om filmen
Filmen är inspelad från november 1946 till januari 1947 hos AB Centrumateljéerna samt på Långholmen. Den hade premiär på biograf Spegeln i Stockholm den 19 november 1947, är tillåten från 15 år och har visats i SVT1 vid ett flertal tillfällen, bland annat i maj 2017 och i augusti 2019.

## Rollista
- Eva Dahlbeck – Sonja Bergman
- Cécile Ossbahr – Cecilia Linde, gift Alling
- Gunnar Björnstrand – Bengt Larsson
- Georg Rydeberg – Henry Alling
- Arnold Sjöstrand – John Martins
- Marianne Löfgren – Helen Sinner
- Naima Wifstrand – fru Jonsson, Cecilias fostermor
- Lasse Krantz – Victor
- Nils Hallberg – Nisse
- Nils Ohlin – West, man på ölkaféet
- Arthur Fischer – Jonsson, Cecilias fosterfar
- Viveka Linder – fröken Gren, flicka på massageinstitutet
- Tord Stål – greve, kund på massageinstitutet
- Linnéa Hillberg – första vaktfru på Långholmens kvinnoavdelning
- Torsten Hillberg – överkonstapel
- Ivar Wahlgren – läkare
- Artur Rolén – nattportier på Hôtel du Nord

### Ej krediterade
- Mimi Nelson – Sussie, flicka på massageinstitutet
- Guido Valentin – journalist på redaktionen
- Siv Ericks – Allings hembiträde
- Inga Brink – dam på Allings fest
- Hans Bjerkeling – hennes man
- Birgit Johannesson – ung dam på Allings fest
- John Zacharias – pokerspelande sjöbefäl
- Gösta Ericsson – pokerspelare
- Astrid Bodin – vaktfrun i tvätten
- Gösta Bodin – kund på massageinstitutet
- Agda Helin – mottagningssköterska
- Solveig Lagström – sjuksköterska
- Edvard Danielsson – man på ölkaféet
- Uno Larsson – man på ölkaféet
- Jarl Hamilton – Janne, journalist på redaktionen
- Rune Ottoson – gäst på Spindeln
- Bertil Norström – gäst på Spindeln
- Alvar Karlsson – dragspelare på Spindeln
- Olof Thunberg – dansare på Spindeln
- Bengt Berger – dansare på Spindeln
- Gustaf Hedström – man på Allings fest

## Musik i filmen
- Imaginez, musik Henri Bourtayre, instrumental
- Jag är ändå din, musik Remo Ciacelli, text Jarl Hamilton, sång Eva Dahlbeck
- Polka, musik Erik Frank, instrumental
- Kärlekens egen musette, musik Remo Ciacelli, text Jarl Hamilton, sång Eva Dahlbeck